# Dasygaster hollandiae
Dasygaster hollandiae là một loài bướm đêm trong họ Noctuidae.